# Bébé millionnaire
Bébé millionnaire è un cortometraggio muto del 1911 diretto da Louis Feuillade.

## Produzione
Il film fu prodotto dalla Société des Etablissements L. Gaumont

## Distribuzione
Distribuito dalla Société des Etablissements L. Gaumont, uscì nelle sale cinematografiche francesi nel febbraio 1911.
La Kleine Optical Company lo distribuì negli Stati Uniti il 20 maggio 1911 con il titolo Jimmie on a Lark con il sistema dello split reel, accorpato in un'unica bobina con un altro cortometraggio, Shooting the Rapids.